# Enna estebanensis
Enna estebanensis là một loài nhện trong họ Trechaleidae.
Loài này thuộc chi Enna. Enna estebanensis được Eugène Simon miêu tả năm 1898.